# Obafemi Awolowo
Obafemi Awolowo (9 de marzo de 1909—9 de mayo de 1987) fue un político y líder nigeriano, de etnia Yoruba y nativo de Ikenne en el estado de Ogún en Nigeria.

## Primeras actividades
Obafemi comenzó sus actividades como líder en la política regional al igual que muchos otros líderes contemporáneos independentistas. Fundó numerosas organizaciones, incluidas Egbe Omo Oduduwa, el "Congreso de Sindicatos de Nigeria" y el partido político Action Group. Fue un periodista activo y un sindicalista cuando joven, editó el "The Nigerian Worker" entre otras publicaciones mientras contribuyó en la organización del "Sindicato Nigeriano de Productores" y fue secretario del "Sindicato Nigeriano del Transporte Automotor". Luego de graduarse como bachiller en comercio en Nigeria, viajó a Londres para estudiar leyes. Desde 1952 hasta 1960 fue el primer primer ministro nativo de la Región Occidental según el sistema parlamentario de Nigeria, y fue el Líder de la oposición oficial en el parlamento federal durante el gobierno de Balewa entre 1960 a 1963.

## Política
El jefe Awolowo como líder político consideró que el Estados debía canalizar los recursos de Nigeria hacia la educación y el desarrollo de infraestructura mediante obras públicas. En medio de polémicas y con una inversión considerable, estableció la educación primaria para todas las personas en la región occidental, fundó el servicio de televisión y extendió los proyectos de electrificación usando ingresos de la lucrativa industria de exportación de cacao. Aunque sus ideas de izquierda fueron muy populares entre los Yoruba del occidente, no ocurrió lo mismo en el norte musulmán, donde tenía mayoría el Northern People's Congress (NPC), que algunos nigerianos consideraban demasiado ligado al gobierno británico.

### Crisis en Nigeria Occidental
Antes de la independencia, los líderes prominentes del Action Group acordaron que Obafemi Awolowo encabezaría la oposición en el parlamento federal, mientras que Samuel Ladoke Akintola sería el jefe de gobierno de la región occidental. Serios desacuerdos entre Awolowo y Akintola fueron provocados por la decisión de este último de fundar un nuevo partido y aliarse con el gobierno federal encabezado por Tafawa Balewa, jefe del NPC. Awolono fue arrestado en 1964 acusado de conspiración, debido a sus cercanas relaciones con Kwame Nkrumah, jefe de Estado de Ghana.
Una crisis constitucional se desató cuando tras las elecciones de 1965, Awolowo demandó la renuncia de Akintola por considerar que la coalición por él concertada había sido derrotada. El estado de emergencia fue decretado e impuesto el gobierno de la coalición, mediante lo que ésta consideró un fraude electoral.

### Golpe militar de 1966
Durante el golpe de Estado militar del 15 de enero de 1966, Awolono fue encarcelado y Akintola asesinado, con lo que se suprimió cualquier autonomía en la región occidental, en tanto que en el oriente se desataba la represión contra los Igbo que habían sido aliados de Awolono en el escenario político federal.
El 29 de julio de 1966 tras un nuevo golpe militar se concedió amnistía a Awolono, quien actuó como mediador visitando los cuarteles de los Igbo que habían proclamado la secesión del oriente del país como nombre de Biafra. Tras el fracaso de las negociaciones, Awolono fue invitado a participar del gobierno central como ministro de Finanzas.
En 1968 estalló en la región occidental la revuelta campesina conocida como Agbekoya, en la cual se exigían reducciones de impuestos y mejores precios para los productores de cacao. Los campesinos atacaron todos los simpatizantes de Akintola en una acción que se conoce en Nigeria como "wetie".

### Últimos años
En 1979, Awolowo fundó el Partido de la Unidad, sucesor del Action Group. Se presentó como candidato de este partido en las elecciones presidenciales, que perdió con Alhaji Shehu Shagari por cerca de 400.000 votos. En 1983 volvió a competir con Shagari en una elección que denunció como fraudulenta.

## Legado
Awolowo es recordado por haber construido el primer estadio de África occidental, la primera estación de televisión de África y por haber generalizado la educación primaria en la región occidental de Nigeria.
Fue muy respetado por Kwame Nkrumah y por muchos políticos de occidente que continúan invocando su nombre, así como el lema del Action Group: Vida Más Abundante. Awolono fue autor de varias publicaciones sobre la estructura política y las perspectivas de Nigeria tales como Camino de Nigeria a la Libertad y Comentarios a la Constitución nigeriana. 
La Universidad de Ife, en Ife, Nigeria, fue rebautizada en su honor, como Universidad Obafemi Awolowo. Su retrato aparece en los billetes de cien nairas.